# Verónica Rodríguez
Pour les articles homonymes, voir Rodríguez.
Ne doit pas être confondu avec la chanteuse de jazz française Veronika Rodriguez.
Verónica Rodríguez (née le 1er août 1991 à Maracay) est une actrice pornographique vénézuélienne.

## Enfance
Ses parents divorcent quand elle a 8 ans et elle émigre avec sa mère aux États-Unis, où elle vit à Chicago pendant 4 ans et plus tard à Miami. Elle a une sœur cadette, Katya, qui est aussi une actrice pornographique.

## Carrière
Avant d'entrer de devenir actrice, elle fut vendeuse dans un centre commercial de Miami. Son premier stage dans le porno est venu avec une apparition en caméo en tant que figurante dans une production. Cela lui permet d'entrer en contact avec des producteurs du secteur qui lui demandent si elle est intéressée par une carrière.
Elle fait ses débuts en tant qu'actrice pornographique en 2011, à 20 ans, sa première scène est pour le studio BangBros. Elle travaille pour des sociétés de production telles que Naughty America, Pure Play Media, Evil Angel, 3rd Degree, Brazzers, Hustler, Girlsway, Devil's film, Vixen, New Sensations, Digital Playground, Reality Kings, Elegant Angel, Girlfriends Films o Wicked...
De toutes les nominations reçues depuis 2014, les plus notables sont celles faisant référence à des prix tels que pour les AVN Awards la meilleure scène de sexe lesbien, la meilleure scène de sexe en groupe lesbien ou la meilleure scène de trio F-H-F. En 2015, aux XBIZ Awards, elle est nommée pour l'artiste féminine de l'année et la meilleure actrice dans un second rôle pour Apocalypse X.

## Distinctions
| Année | Cérémonie         | Résultat    | Catégorie                                     | Film                        |
| ----- | ----------------- | ----------- | --------------------------------------------- | --------------------------- |
| 2013  | Sex Awards        | Nommée      | Porn Star of the Year                         | NC                          |
| 2013  | Sex Awards        | Nommée      | Porn's Best Body                              | NC                          |
| 2013  | Sex Awards        | Nommée      | Sexiest Adult Star                            | NC                          |
| 2013  | The Fannys        | Récompensée | Ethnic Performer of the Year                  | NC                          |
| 2014  | AVN Awards        | Nommée      | Best Lesbian Group Sex Scene                  | Party of Three 7            |
| 2014  | The Fannys        | Nommée      | Ethnic Performer of the Year                  | NC                          |
| 2014  | The Fannys        | Nommée      | Female Performer of the Year                  | NC                          |
| 2014  | XBIZ Awards       | Nommée      | Best Sex Scene in a Vignette                  | Barely Legal 131            |
| 2014  | XRCO Awards       | Nommée      | Cream Dream of the Year                       | NC                          |
| 2015  | AVN Awards        | Nommée      | Best Lesbian Sex Scene                        | Apocalypse X                |
| 2015  | AVN Awards        | Nommée      | Best POV Sex Scene                            | Dress-Up Dolls              |
| 2015  | AVN Awards        | Nommée      | Best G-G-B Threesome Scene                    | Latinas On Fire             |
| 2015  | AVN Awards        | Nommée      | Fan Award: Favorite Pornographic Actress      | NC                          |
| 2015  | XBIZ Awards       | Nommée      | Female Artist of the Year                     | NC                          |
| 2015  | XBIZ Awards       | Nommée      | Best Supporting Actress                       | Apocalypse X                |
| 2015  | XRCO Awards       | Nommée      | Cream Dream of the Year                       | NC                          |
| 2016  | AVN Awards        | Nommée      | Best Solo/Tease Performance                   | Freaky Petite               |
| 2016  | AVN Awards        | Nommée      | Fan Award: Favorite Pornographic Actress      | NC                          |
| 2016  | XBIZ Awards       | Nommée      | Best Sex Scene in a Couples or Thematic Movie | Lock and Load               |
| 2016  | XBIZ Awards       | Nommée      | Best Sex Scene in an All-Sex Movie            | Freaky Petite               |
| 2017  | AVN Awards        | Nommée      | Female Artist of the Year                     | NC                          |
| 2017  | AVN Awards        | Nommée      | Best Boy/Girl Sex Scene                       | Love Her Madly              |
| 2017  | AVN Awards        | Nommée      | Best Lesbian Sex Scene                        | Lesbian Border Crossings    |
| 2017  | AVN Awards        | Nommée      | Best Oral Sex Scene                           | Slobber River BJs           |
| 2017  | AVN Awards        | Nommée      | Best G-G-B Threesome Scene                    | Latina Squirt Goddess       |
| 2017  | AVN Awards        | Nommée      | Best Scandalous Sex Scene                     | Squirting Sex Parties       |
| 2017  | AVN Awards        | Nommée      | Fan Award: Web Queen                          | NC                          |
| 2017  | Spank Bank Awards | Nommée      | Baroness of Licking Lady Ass                  | NC                          |
| 2017  | Spank Bank Awards | Nommée      | Pussy of the Year                             | NC                          |
| 2017  | XBIZ Awards       | Nommée      | Best Sex Scene in a Lesbian Movie             | Lesbian Border Crossings    |
| 2017  | XBIZ Awards       | Nommée      | Best Sex Scene in a Vignette                  | Kendra Lust Fucks Couples   |
| 2018  | AVN Awards        | Nommée      | Best Lesbian Sex Scene                        | Kristen Scott's Skip Day    |
| 2018  | AVN Awards        | Nommée      | Best Lesbian Group Sex Scene                  | Performers of the Year 2017 |
| 2019  | AVN Awards        | Nommée      | Best Lesbian Sex Scene                        | Girls Gone Pink             |
| 2019  | AVN Awards        | Nommée      | Fan Award: Media Star                         | NC                          |